# His Birthday
His Birthday est un film muet américain réalisé par Joseph A. Golden et sorti en 1911.

## Fiche technique
- Réalisation : Joseph A. Golden
- Scénario : Henry Otto
- Production : Siegmund Lubin
- Format : Noir et blanc — 35 mm — 1,33:1 — Son : Muet
- Dates de sortie : 
  -  États-Unis : 3 juillet 1911

## Distribution
- Pearl White